# Martin Kastler
Martin Kastler (ur. 18 czerwca 1974 w Norymberdze) – niemiecki polityk i dziennikarz, poseł do Parlamentu Europejskiego.

## Życiorys
Uzyskał tytuł zawodowy magistra historii, studiując na uczelniach w Erlangen i Pradze. W 1993 wstąpił do Unii Chrześcijańsko-Społecznej w Bawarii. Pracował jako dziennikarz, a także rzecznik prasowy władz powiatu Nürnberger Land. Był też koordynatorem projektów w fundacji Hanns-Seidel-Stiftung. Działacz organizacji społecznych, w tym Europa-Union Deutschland i Paneuropaunion.
W 2003 z listy CSU po raz pierwszy objął mandat deputowanego do Parlamentu Europejskiego w miejsce innego z bawarskich chadeków, sprawował go przez rok, tj. do końca V kadencji. Do Europarlamentu powrócił w 2008, również jako następca innego działacza partii, który zrezygnował z zasiadania w PE. W wyborach w 2009 Martin Kastler skutecznie ubiegał się o reelekcję. Zasiadł w grupie Europejskiej Partii Ludowej oraz Komisji Zatrudnienia i Spraw Socjalnych.